# Polystichum guangxiense
Polystichum guangxiense är en träjonväxtart som beskrevs av W. M. Chu och H. G. Zhou. Polystichum guangxiense ingår i släktet Polystichum och familjen Dryopteridaceae. Inga underarter finns listade.